# Elezione del Presidente dell'Assemblea Costituente della Repubblica Italiana del 1946
L'elezione del Presidente dell'Assemblea Costituente del 1946 si è svolta il 25 giugno 1946.
Presidente provvisorio è Vittorio Emanuele Orlando.
Presidente dell'Assemblea Costituente, eletto al I scrutinio, è Giuseppe Saragat.

## L'elezione

### Preferenze per Giuseppe Saragat
| Scrutinio | Voti | Percentuale |
| --------- | ---- | ----------- |
| I         | 401  | 85,6%       |

## 25 giugno 1946

### I scrutinio
Per la nomina è richiesta la maggioranza assoluta dei votanti.
| Dati votazione | Dati votazione    |    | Nome              | Nome | Voti |
| -------------- | ----------------- | -- | ----------------- | ---- | ---- |
| Presenti       | 468               |    | Giuseppe Saragat  | 401  |      |
| Votanti        | 468               |    | Milziade Venditti | 26   |      |
| Astenuti       | 0                 |    | Igino Giordani    | 2    |      |
| Maggioranza    | 235               |    | Piero Mentasti    | 1    |      |
|                |                   |    | Francesco Zanardi | 1    |      |
|                | Nino Mazzoni      | 1  |                   |      |      |
|                | Giulio Andreotti  | 1  |                   |      |      |
|                | Giuseppe Raimondi | 1  |                   |      |      |
|                | Alcide De Gasperi | 1  |                   |      |      |
|                | Schede bianche    | 31 |                   |      |      |
| Schede nulle   | 2                 |    |                   |      |      |

Risulta eletto: Giuseppe Saragat (PSIUP)